# 第78期本因坊戦
第78期本因坊戦（だい78きほんいんぼうせん）は、毎日新聞社主催、2023年度の本因坊戦である。スポンサーは大和証券グループ本社。本因坊戦は囲碁の七大棋戦の一つである。リーグ戦＋挑戦手合七番勝負としては最後の棋戦である。

## 概要
本因坊11連覇中の本因坊文裕との対戦。文裕が防衛成功なら本因坊治勲の通算12期に並ぶ。
女流棋士である藤沢里菜五段（女流本因坊・女流名人）が女流棋士4例目となる最終予選決勝まで駒を進めた。しかし大竹優六段に敗れ惜しくも女流棋士初の三大リーグ入りとはならなかった。なお大竹はリーグ入りにより規定で七段に昇段した。

## 方式
- 参加棋士 : 日本棋院・関西棋院の棋士の初段以上。
- 予選は、日本棋院と関西棋院それぞれで、予選C・B・Aを行い、その勝ち抜き者による合同の最終予選で4名の新規リーグ参加者を決める。
- 挑戦者決定リーグ戦は、前期シード者と新参加4名を加えた8名で行われ、同率の場合1位の場合プレーオフで挑戦者決定。それ以外は前期順位上位者が上位となる。
- コミは6目半
- 持時間はリーグ戦は各5時間、挑戦手合は各8時間の二日制。
- 優勝賞金 2800万円

## 挑戦者決定リーグ
リーグ戦は前期挑戦手合敗者の一力以下余、許、芝野の4名に最終予選から勝ち上がりの鶴山、本木、富士田、大竹の4名が参加し2022年10月3日の余対富士田の対局から開幕し、翌23年4月13日の最終局まで行われた。第6節まで全勝の一力が1敗の芝野を中押勝ちし、2期連続で文裕への挑戦が決定された。なお来期より実施方式が変更されるため、本来なら残留を来期本戦シードに差替。
| 枠 | 棋士           | 勝 | 負 | 0結 果0        | 1回戦      | 2回戦      | 3回戦      | 4回戦      | 5回戦      | 6回戦      | 7回戦      |
| -- | -------------- | -- | -- | -------------- | ---------- | ---------- | ---------- | ---------- | ---------- | ---------- | ---------- |
| 1  | 一力遼 棋聖    | 7  | 0  | 挑戦           | ○ 0 鶴山   | ○ 0 本木   | ○ 0 許     | ○ 0 冨士田 | ○ 0 大竹   | ○ 0 余     | ○ 0 芝野   |
| 2  | 余正麒 八段    | 4  | 3  | 来期本戦シード | ○ 0 冨士田 | ○ 0 大竹   | ○ 0 鶴山   | ○ 0 本木   | ● 0 芝野   | ● 0 一力   | ● 0 許     |
| 3  | 許家元 十段    | 5  | 2  | 来期本戦シード | ○ 0 大竹   | ○ 0 鶴山   | ● 0 一力   | ○ 0 芝野   | ● 0 冨士田 | ○ 0 本木   | ○ 0 余     |
| 4  | 芝野虎丸 名人  | 5  | 2  | 来期本戦シード | ○ 0 本木   | ○ 0 冨士田 | ○ 0 大竹   | ● 0 許     | ○ 0 余     | ○ 0 鶴山   | ● 0 一力   |
| 5  | 鶴山淳志八段   | 1  | 6  | 陥落           | ● 0 一力   | ● 0 許     | ● 0 余     | ● 0 大竹   | ● 0 本木   | ● 0 芝野   | ○ 0 冨士田 |
| 5  | 本木克弥 八段  | 2  | 5  | 陥落           | ● 0 芝野   | ● 0 一力   | ○ 0 冨士田 | ● 0 余     | ○ 0 鶴山   | ● 0 許     | ● 0 大竹   |
| 5  | 富士田明彦七段 | 2  | 5  | 陥落           | ● 0 余     | ● 0 芝野   | ● 0 本木   | ● 0 一力   | ○ 0 許     | ○ 0 大竹   | ● 0 鶴山   |
| 5  | 大竹優七段     | 2  | 5  | 陥落           | ● 0 許     | ● 0 余     | ● 0 芝野   | ○ 0 鶴山   | ● 0 一力   | ● 0 冨士田 | ○ 0 本木   |

## 挑戦手合七番勝負
七番勝負の開催地は4月4日に毎日新聞の社告で発表。開幕は第81期将棋名人戦第2局に続き静岡市、叡王戦第1局が行われる神田明神も開催される。また本因坊算砂没後400年を記念し京都の寂光寺も開催。なお新型コロナの5類移行によりマスクの義務付けがなくなって初のタイトル戦となった。
来期から挑戦手合五番勝負となるため七番勝負としては最後。4勝先取で本因坊獲得。敗者は来期本戦シードとなる。
第4局で挑戦手合2番目の最長手数350手で半目勝ちした一力だが、文裕が連勝し最後の七番勝負は最終局にもつれ込まれ、戸田家で打たれた第7局で一力が218手で中押勝ちし初の本因坊獲得。文裕の連覇は11でストップした。
なお就位式は9月20日にホテル椿山荘東京で開催され、小林覚日本棋院理事長より允許状、松木健毎日新聞社社長執行役員から賞金目録、副賞として大和証券グループからホテル椿山荘東京ギフト券が贈呈された。
| ( | 0静岡県0 静岡市 | ) |

| ( | 0秋田県0 能代市 | ) |

| ( | 0東京都0 千代田区 | ) |

| ( | 0大阪府0 守口市 | ) |

| ( | 0京都府0 京都市 | ) |

| ( | 0山梨県0 甲府市 | ) |

| ( | 0三重県0 鳥羽市 | ) |

黒：黒番 ／ 白：白番 ／  封 ：1日目 封じ手の手番
※第1局と第7局では手番の先後をニギリで決定。